# HAY (entreprise)
 (février 2025).
Motif : Les trois sources sont primaires
- Archive Wikiwix
- Bing
- Cairn
- DuckDuckGo
- E. Universalis
- Gallica
- Google
- G. Books
- G. News
- G. Scholar
- Persée
- Qwant
- (zh) Baidu
- (ru) Yandex
- (wd) trouver des œuvres sur Wikidata

| 1. | Préciser le motif de la pose du bandeau. | Précisez le motif de la pose du bandeau en utilisant la syntaxe suivante : {{admissibilité à vérifier\|date=mars 2025\|motif=remplacez ce texte par le motif}}                        |
| 2. | Informer les utilisateurs concernés.     | Pensez à avertir le créateur de l'article, par exemple, en insérant le code ci-dessous sur sa page de discussion : {{subst:avertissement admissibilité à vérifier\|HAY (entreprise)}} |

HAY est une entreprise de meubles danoise fondée à Copenhague, au Danemark, en 2002 par Mette et Rolf Hay. Son objectif était de créer et de vendre des meubles bien conçus, accessibles en termes de prix et de « concepts de design ». En 2019, la marque est détenue majoritairement par le fabricant de meubles américain Herman Miller.
Les cofondateurs sont les directeurs créatifs de HAY, Rolf étant responsable de la division mobilier et Mette des accessoires. Ils sont étroitement impliqués dans le développement des produits HAY, qui se fait en collaboration avec des designers et développeurs de produits internes ainsi qu'avec une liste de designers internationaux comme Ronan & Erwan Bouroullec, Nathalie Du Pasquier, Stefan Diez, Johannes Torpe et Naoto Fukasawa.